# El Bierzo (comarca agraria)

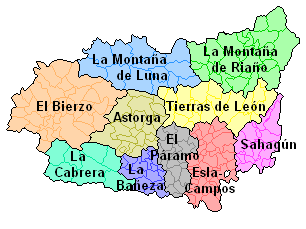
Ubicación de la Montaña de Riaño en la provincia

La comarca agraria de El Bierzo es una de las divisiones agrarias en las que se divide la provincia española de León.

## Características geográficas

### Descripción y superficie
Se localiza al oeste de la provincia, limitando con Galicia. El valle del Bierzo se encuentra rodeado al norte por la Cordillera Cantábrica, al este por la sierra de Gistredo y los montes de León, al sur por los montes Aquilianos y al oeste por las sierras de Ancares y de los Caballos, y su relieve presenta unas altitudes entre 497 y 1798 metros. En su red hidrológica destacan los ríos Sil, Ancares, Cúa, Burbia, Selmo, Valcarce y Orza, además del embalse de Bárcena. Su territorio abarca, según datos de 2007, una superficie de 282 456 ha. e incluye 36 municipios, de los cuales los más extensos son Ponferrada (283,17 km²), Páramo del Sil (190,17 km²) y Villafranca del Bierzo (177,37 km²).
| Municipio            | Superficie (km²) | Municipio                | Superficie (km²) |
| -------------------- | ---------------- | ------------------------ | ---------------- |
| Arganza              | 39,99            | Igüeña                   | 206,1            |
| Balboa               | 51,04            | Molinaseca               | 79,27            |
| Barjas               | 62,66            | Noceda del Bierzo        | 72,14            |
| Bembibre             | 63,42            | Oencia                   | 98,33            |
| Berlanga del Bierzo  | 27,89            | Páramo del Sil           | 190,17           |
| Borrenes             | 36,38            | Peranzanes               | 117,54           |
| Cabañas Raras        | 19,11            | Ponferrada               | 283,17           |
| Cacabelos            | 32,66            | Priaranza del Bierzo     | 33,69            |
| Camponaraya          | 29,13            | Puente de Domingo Flórez | 59,18            |
| Candín               | 140,9            | Sancedo                  | 18,74            |
| Carracedelo          | 32,32            | Sobrado                  | 36,03            |
| Carucedo             | 35               | Toral de los Vados       | 24,24            |
| Castropodame         | 59,97            | Toreno                   | 103,53           |
| Congosto             | 36,81            | Torre del Bierzo         | 119,29           |
| Corullón             | 83,04            | Trabadelo                | 64,73            |
| Cubillos del Sil     | 53,41            | Vega de Espinareda       | 132,01           |
| Fabero               | 54,47            | Vega de Valcarce         | 69,31            |
| Folgoso de la Ribera | 69,26            | Villafranca del Bierzo   | 177,37           |

### Geología y edafología
Geológicamente, su territorio se compone principalmente de pizarras y areniscas del Ordovícico, indiferenciados del Neógeno, conglomerados, areniscas, pizarra y carbón del Carbonífero, calizas y dolomías del Cámbrico y metamórficos del Precámbrico. Entre los suelos más representativos están ustorthent (33 %), xerorthent (24 %) y xerochrept (23 %). El primero es un suelo profundo (100-150 cm), con bajo contenido en materia orgánica, pH moderadamente básico y de textura franco-arcillosa. El segundo es moderadamente básico aunque alguno es ácido, presenta un contenido en materia orgánica medio, es en general profundo y de textura franca o arcillosa. El último es profundo (100-150 cm), con bajo contenido en materia orgánica, pH ligeramente ácido y de textura franco-arenosa.

### Clima
Según la clasificación agroclimática de Papadakis, su territorio posee dos tipos climáticos mayoritarios, uno Mediterráneo templado, al oeste del embalse de Bárcena, y otro Mediterráneo templado fresco, al este del mismo. Así mismo, se da el Mediterráneo marítimo fresco en la sierra de Ancares y el Templado cálido y el Marítimo fresco en la zona limítrofe con Asturias. El periodo frío o de heladas, meses en los que la temperatura media de las mínimas es inferior a 7 °C, se prolonga entre ocho meses en las zonas montañosas y seis meses en la depresión del Sil. El periodo cálido, con temperatura media máxima superior a 30 grados, varía entre 0 y 1 mes, y el periodo seco o árido varía de un mes en las zonas altas del norte a tres meses en las zonas bajas. En cuanto al régimen de humedad, se encuentra bajo un régimen Mediterráneo húmedo, excepto en las zonas altas del norte y noroeste, donde presente un régimen Húmedo.

## Características agrarias
Debido a sus características geográficas, como valle rodeado totalmente por montañas, la mayor parte de su superficie (72,8 %), se corresponde con terreno forestal. Un 32 % es bosque de frondosas, un 13 % bosque de coníferas, un 20 % bosque mixto, un 17 % matorral boscoso de transición, un 15 % landas y matorrales de vegetación mesófila y un 3 % matorrales de vegetación esclerófila. Por su parte, las tierras de cultivo representan únicamente el 3,7 % de la superficie y están dedicadas a cultivos forrajeros y cereales (cebada y trigo) entre los herbáceos, y a viñas y frutales entre los leñosos. Los municipios con más tierras de cultivo son Ponferrada (1879 ha) y Carracedelo (1065).
| Distribución de tierras (2004)       | Superficie (ha)            | Superficie (ha) | Superficie (ha) |
| Distribución de tierras (2004)       | Secano \| Regadío \| Total |                 |                 |
| Cultivos herbáceos                   |                            |                 |                 |
| Remolacha forrajera                  | 15                         | 157             | 172             |
| Praderas polífitas                   | 0                          | 141             | 141             |
| Otros cultivos forrajeros            | 37                         | 119             | 156             |
| Cebada                               | 26                         | 164             | 190             |
| Trigo                                | 49                         | 60              | 109             |
| Otros cereales                       | 51                         | 97              | 148             |
| Otros                                | 4                          | 244             | 248             |
| Cultivos leñosos                     |                            |                 |                 |
| Viñedo no asociado                   | 5400                       | 3               | 5403            |
| Frutales                             | 170                        | 1093            | 1263            |
| Otros                                | 30                         | 0               | 30              |
| Barbecho y otras tierras no ocupadas | 1889                       | 778             | 2667            |
| Tierras de cultivo                   | 7671                       | 2856            | 10 527          |
| Prados naturales                     | 2548                       | 2017            | 4565            |
| Pastizales                           | 17 576                     | 0               | 17 576          |
| Prados y pastos                      | 20 124                     | 2017            | 22 141          |
| Monte maderable                      | 40 471                     | 3010            | 43 481          |
| Monte abierto                        | 66 350                     |                 | 66 350          |
| Monte leñoso                         | 95 868                     |                 | 95 868          |
| Terreno forestal                     | 202 689                    | 3010            | 205 699         |
| Erial a pastos                       | 14 857                     |                 | 14 857          |
| Terreno improductivo                 | 12 925                     |                 | 12 925          |
| Superficie no agrícola               | 12 136                     |                 | 12 136          |
| Ríos y lagos                         | 4371                       |                 | 4371            |
| Otras superficies                    | 44 289                     |                 | 44 289          |
| Superficie total                     | 274 773                    | 7883            | 282 656         |